# Budapest Országúti Szent István első vértanú templom
A Budapest Országúti Szent István első vértanú templom az Országúti Ferences Plébánia széktemploma, egyszerűen Budai ferences templom. Búcsúját december 26-án tartják.

## Története
A középkorban a helyén minden bizonnyal az Ágoston-rendieknek a török hódoltság alatt elpusztult templomuk volt. Az ágostonosok 1707-ben visszatértek, és kápolnát, majd 1727–37 között kolostort is építettek ide. A kápolna túl kicsinek bizonyult, ezért helyén 1753 és 1770 között templom épült. 1785-ben II. József a gazdagabb rendeket feloszlatta, s a templomot a ferences rend kapta meg. Szerzeteseik 1835 és 1841 között új kolostort emeltek, és más változtatásokat is végrehajtottak rajta. 1843-ban a templom galériáját kibővítették. 1884-ben belsejét freskókkal díszítették. 1900-ban a Margit körút kiszélesítése folytán mindkét épület közvetlen a járda mellé került. A templomot 1947-es belső, majd 1951-es külső felújítása után legutóbb 1993-ban renoválták.

## Leírása
A templom a kolostor mellett, lakóházak között áll. Két szimmetrikus harangtorony magasodik a főbejárat fölötti homlokzaton. Közöttük Szűz Mária, Szent Mónika és Tolentinói Szent Miklós szobra látható. A templombelsőt a barokk stílus uralja, Nöpauer Máté (1753–1770) tervei szerint. A főoltár architektúráját Jager János Henrik budai kőfaragómester, szobrait Bebo Károly készítette. A Szent István protomártír ábrázoló főoltárképet Márton Lajos festette. Korintuszi pillér- illetve oszloppár fogja közre, felette a Zichy és a Berényi család címere, mellette kétfelől Szent József, illetve a lourdes-i Szűz Mária szobrai láthatók. A hajót kétoldalt keretező három-három oltárfülkében a Nöpauer építész és Weber József Lénárt szobrász oltárépítményei a főoltár felől nézve: a bal oldalon Hippói Szent Ágoston (Casciai Szent Rita és Szent Vilmos szoborai oldalt és elöl Páduai Szent Antal szobra, Metky Ödön modern alkotása, szemben Vigasztaló Szűz Mária-oltár áll (az oltárkép Vigasztaló Szűz Máriát és Szent Mónikát ábrázolja, előtte Jézus Szent Szíve szobra áll, két oldalán pedig Ávilai Szent Teréz és Szent Bonaventura alakjai, a Stuflesser-műhelyből, 1887-ből. A középső oltárfülkékben Szent Ferenc-oltáron Kontuly Béla képe, 1951-ből; Szent Lajos király és Árpád-házi Szent Erzsébet szobrai, a Szent kereszt-oltáron pedig Kálvária-kép van, oldalt Szűz Mária és Szent János apostol szobrai, előtte Stuflesser Pietà szobra. A festmény felett Banoffsky (Pánovszky) András címere, a bejárathoz legközelebb eső oltárok Szent Józsefé (a halálát megjelenítő képpel, 1952-ből, Istókovits Kálmán műve); alatta Lisieux-i Szent Teréz szobra, Boldogfai Farkas Sándor műve, 1956-ból, a keret két oldalán pedig Nepomuki Szent János és Páduai Szent Antal eredeti barokk szobrai állnak. A Szent Miklós-oltár Maulbertsch által festett képen Bari (Myrai) Szent Miklós látszik püspöki ornátusban; két oldalán Szent Flórián és Szent Donát szoboralakjai (18. század), a kép alatti Szent Júdás (Tádé apostol) képe is Márton Lajos műve, 1948-ból.
Az orgona Johann Lojb bécsi műhelyéből, 1843-ból származik, az orgonakarzat színes üvegablaka a Forgó és társa cég alkotása, 1891-ból. 1904-ben Krikler és Blaskovics az Angyali üdvözletet festették a falra, a szentélyablak alá. A sekrestye feletti oratórium falképei Éber Sándor alkotásai, 1926–27-ből. A főbejárat melletti két oltárfülkében, a templom kriptájába temetett Jaics Marian provinciális, Anton Zechmeister budai polgár, Peter Kataneie ferences földrajztudós, Eevapovie Cergur (Gergely) ferences házfőnök emléktáblái olvashatók. Az 1970 körül készült színes üvegablakokat Kontulyné Fuchs Hajnalka tervezte, amelyek Szent Ferenc életéből vett nyolc jelenetet mesélik el. A szentélybe 1993-ban a Cságoly Ferenc által tervezett új vörös márvány oltár került, csúcsán id. Madarassy Walter feszületével, tőle jobbra modern ambó áll.

## Galéria

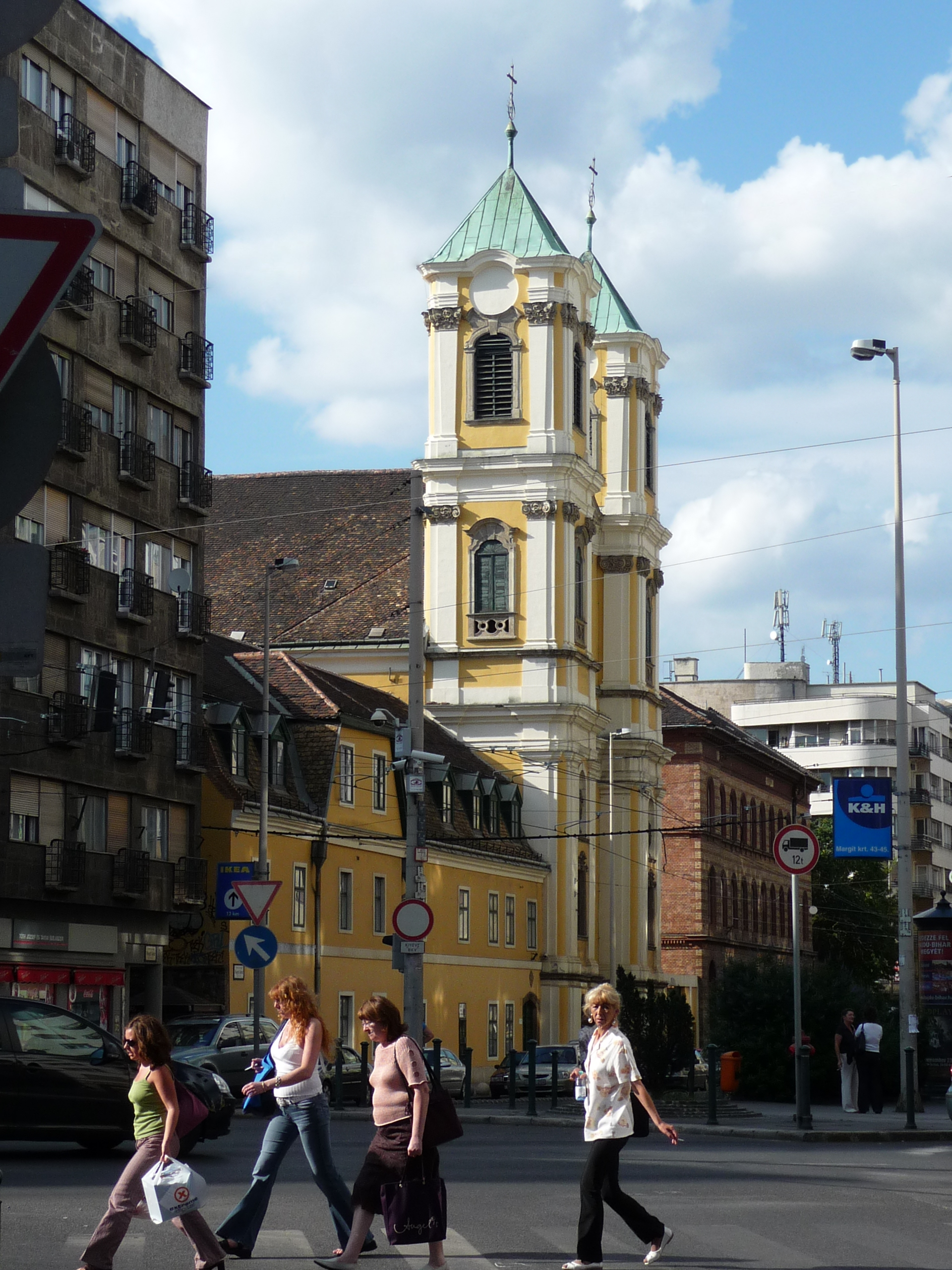
Az budai ferences templom
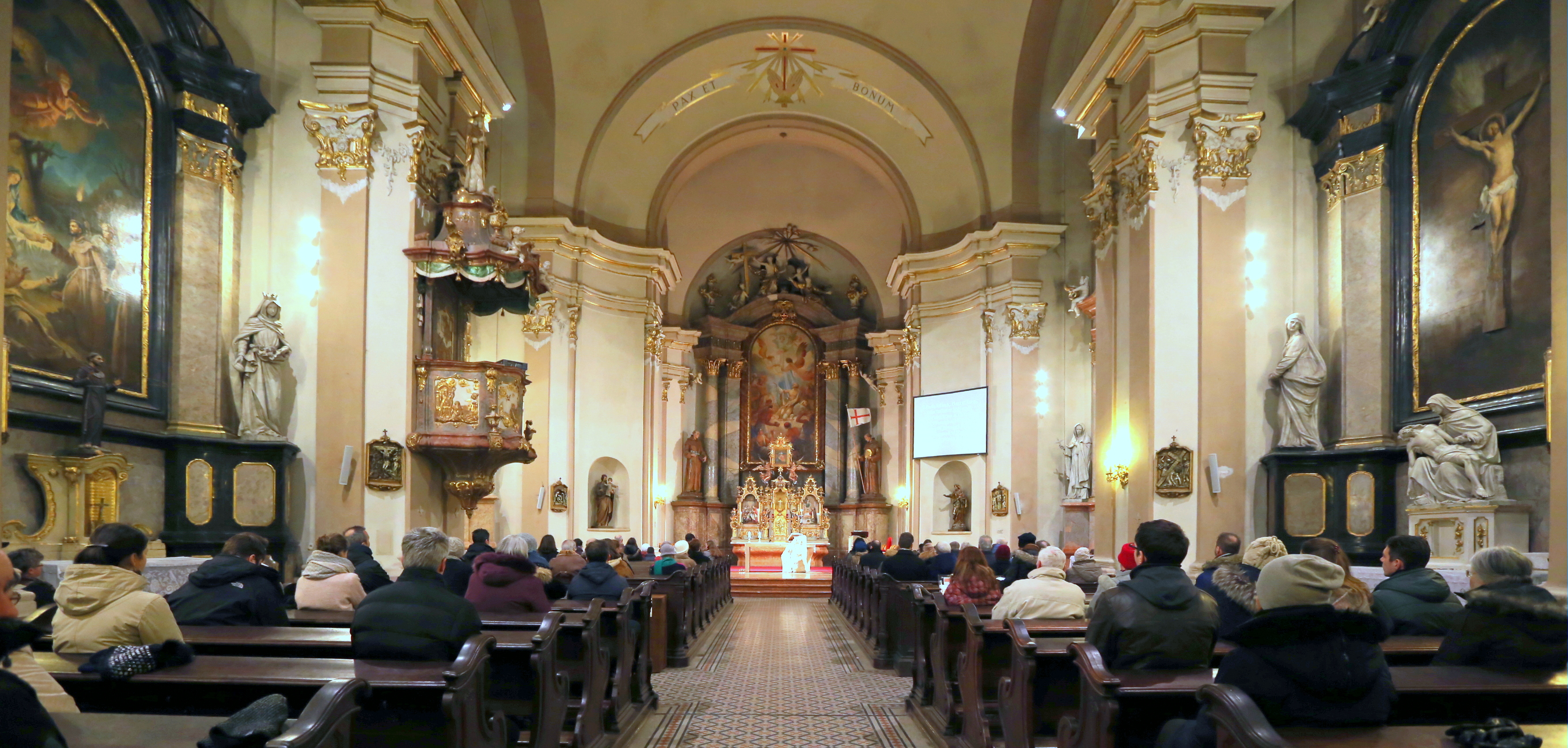
A templom hajója
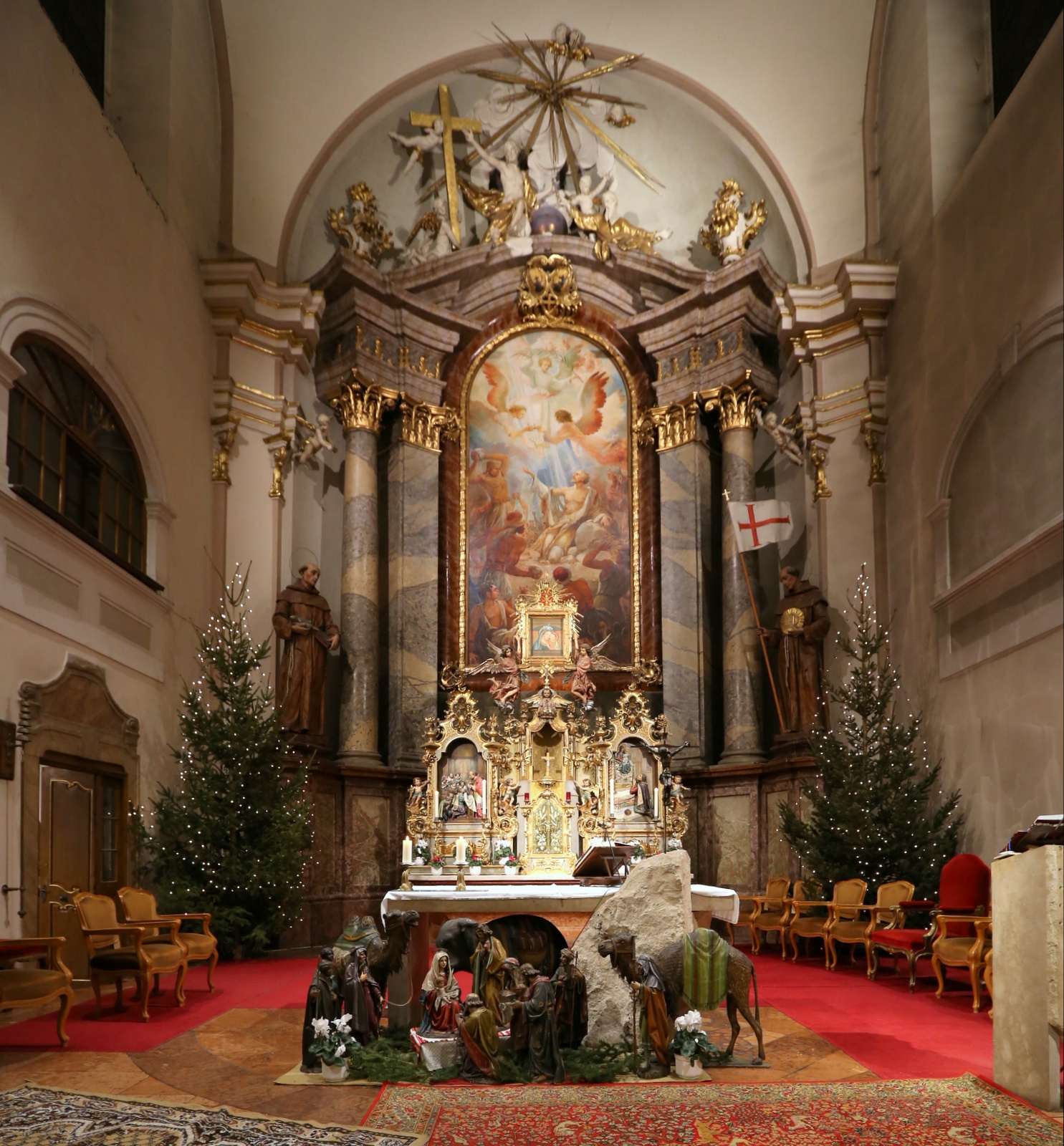
A szentély
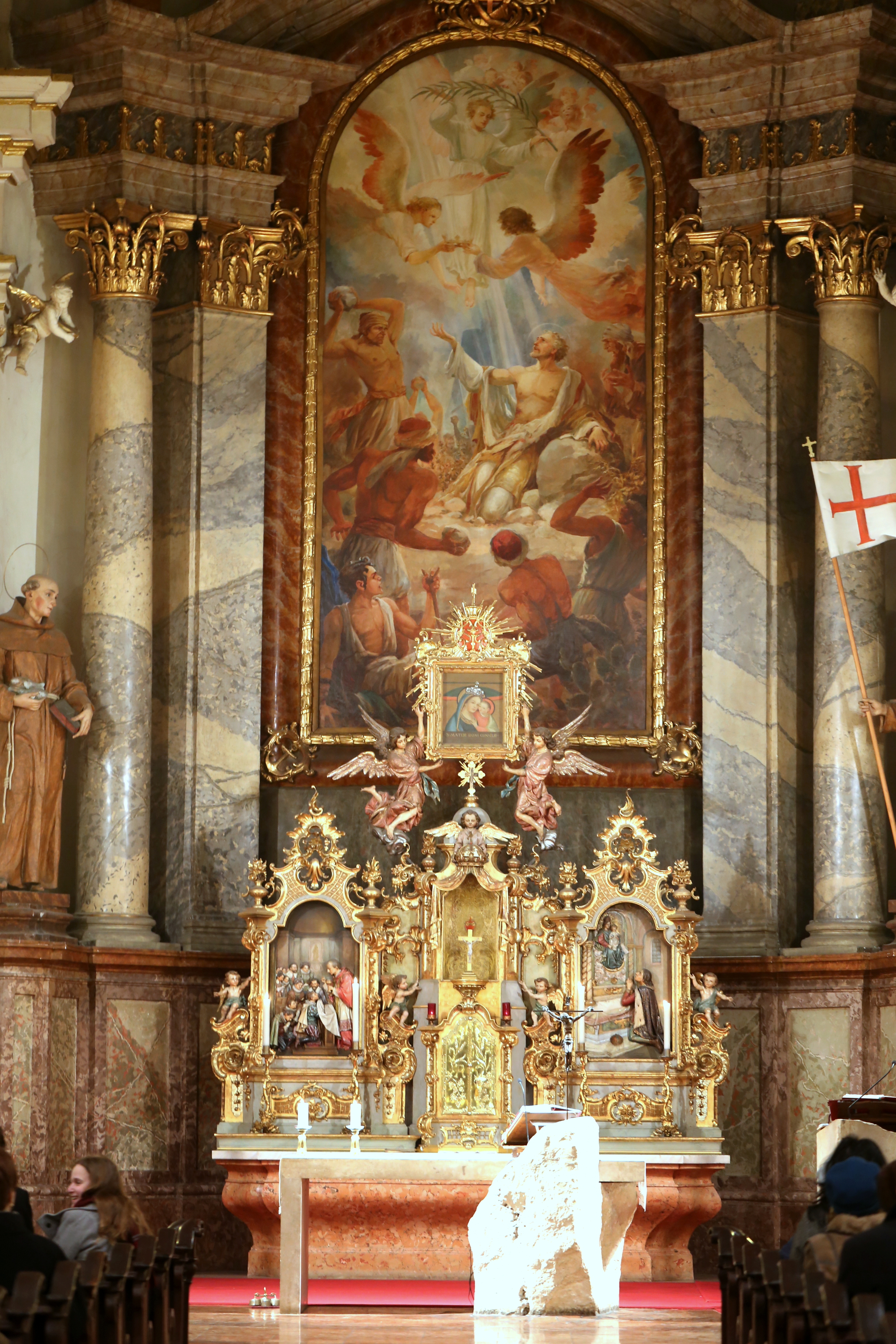
A főoltárkép: Szent István első mártír (Márton Lajos festménye)
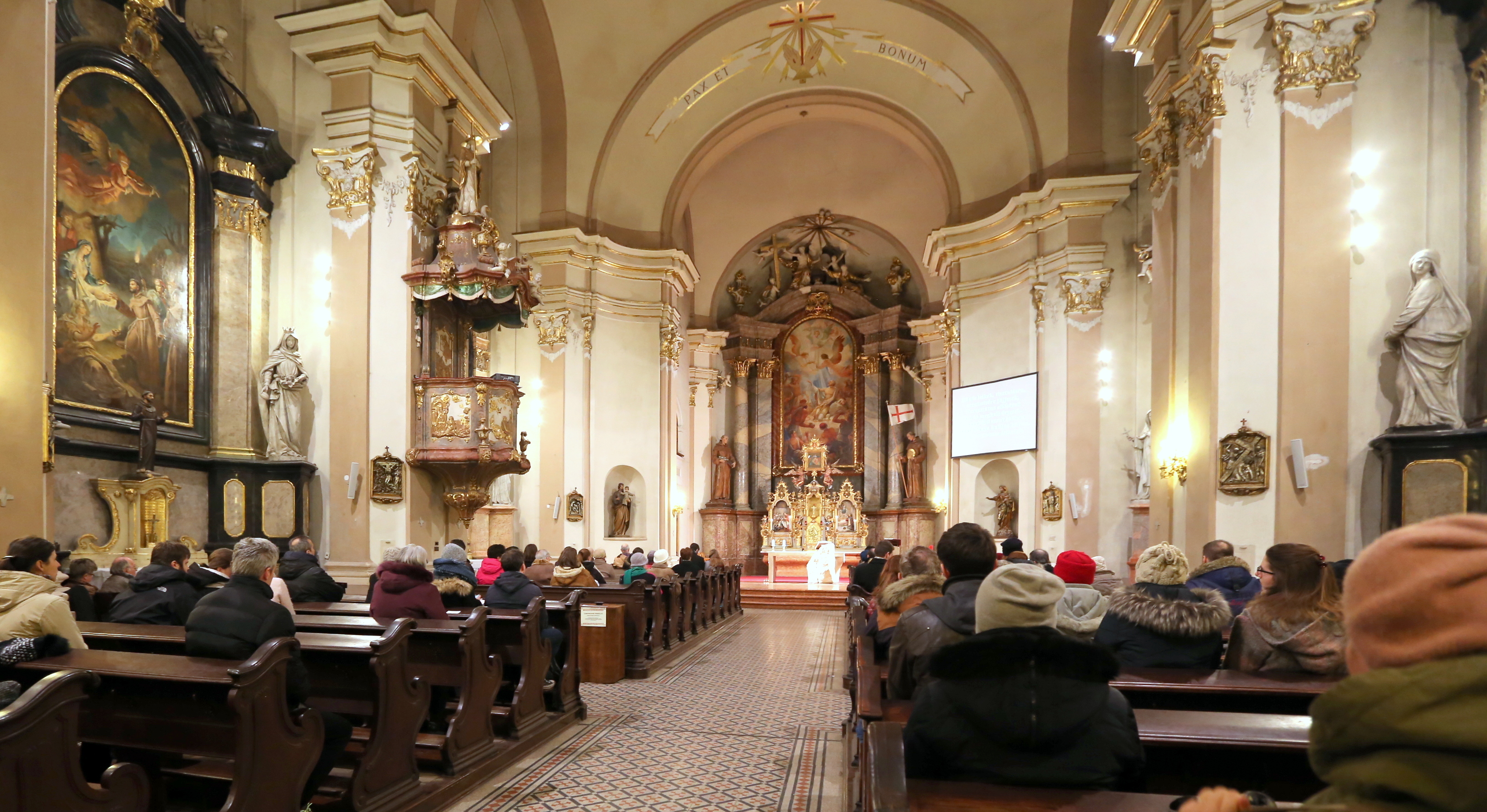
A főoltár két oldalán Idősebb Szent Jakab és Kapisztrán Szent János szobra
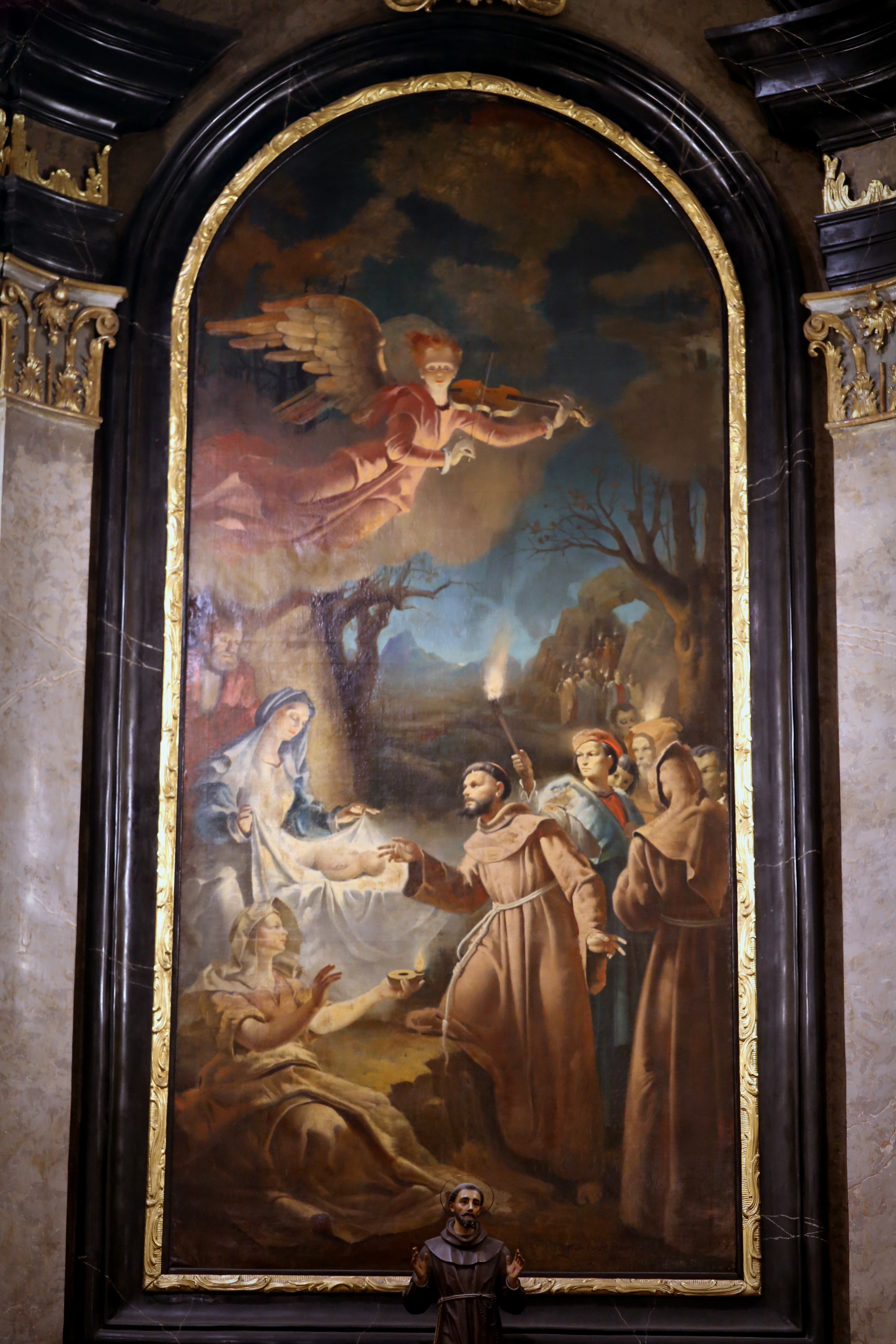
Kontuly Béla: Grecciói karácsony festménye, 1951
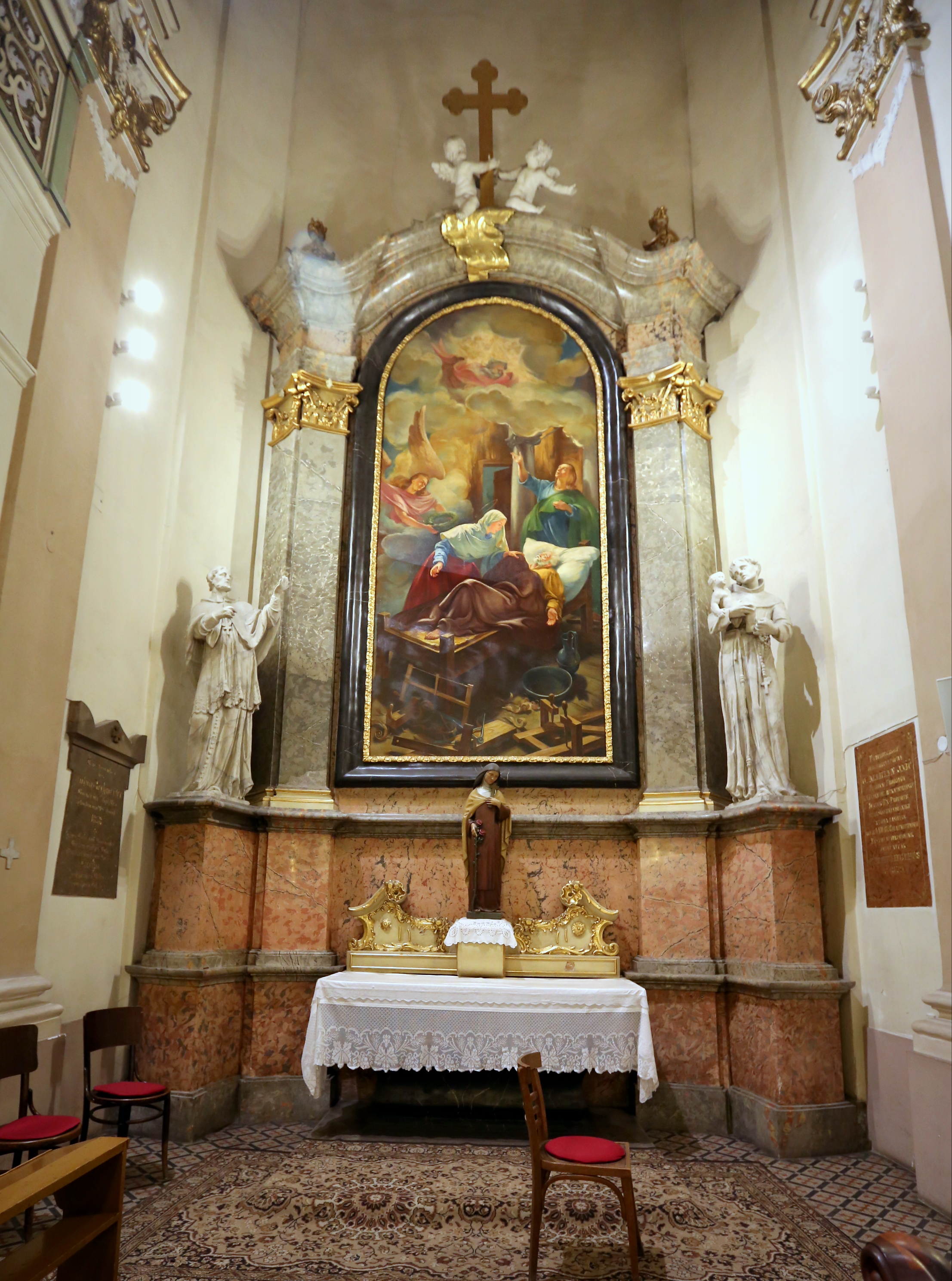
Szent József-oltár
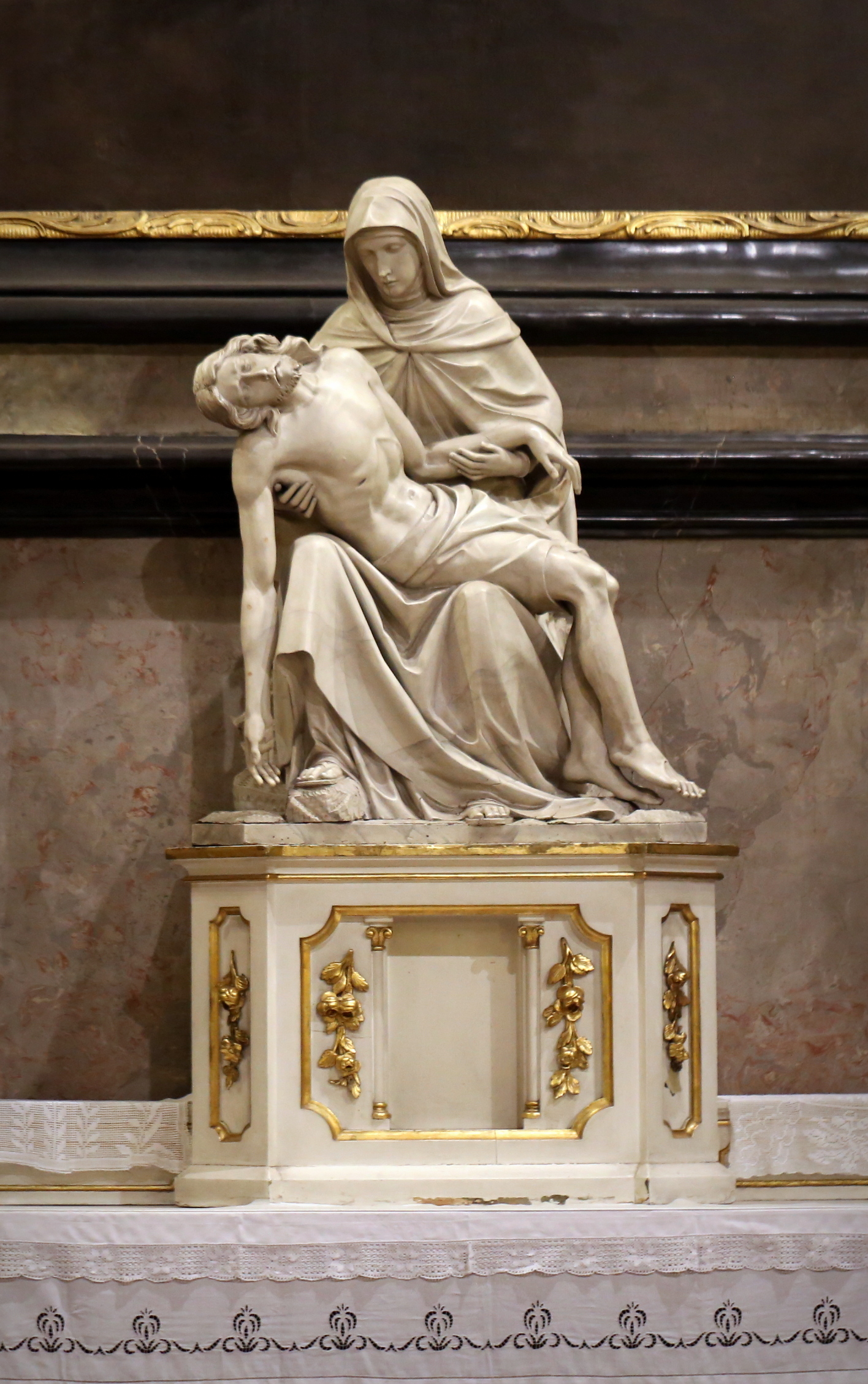
Pietà
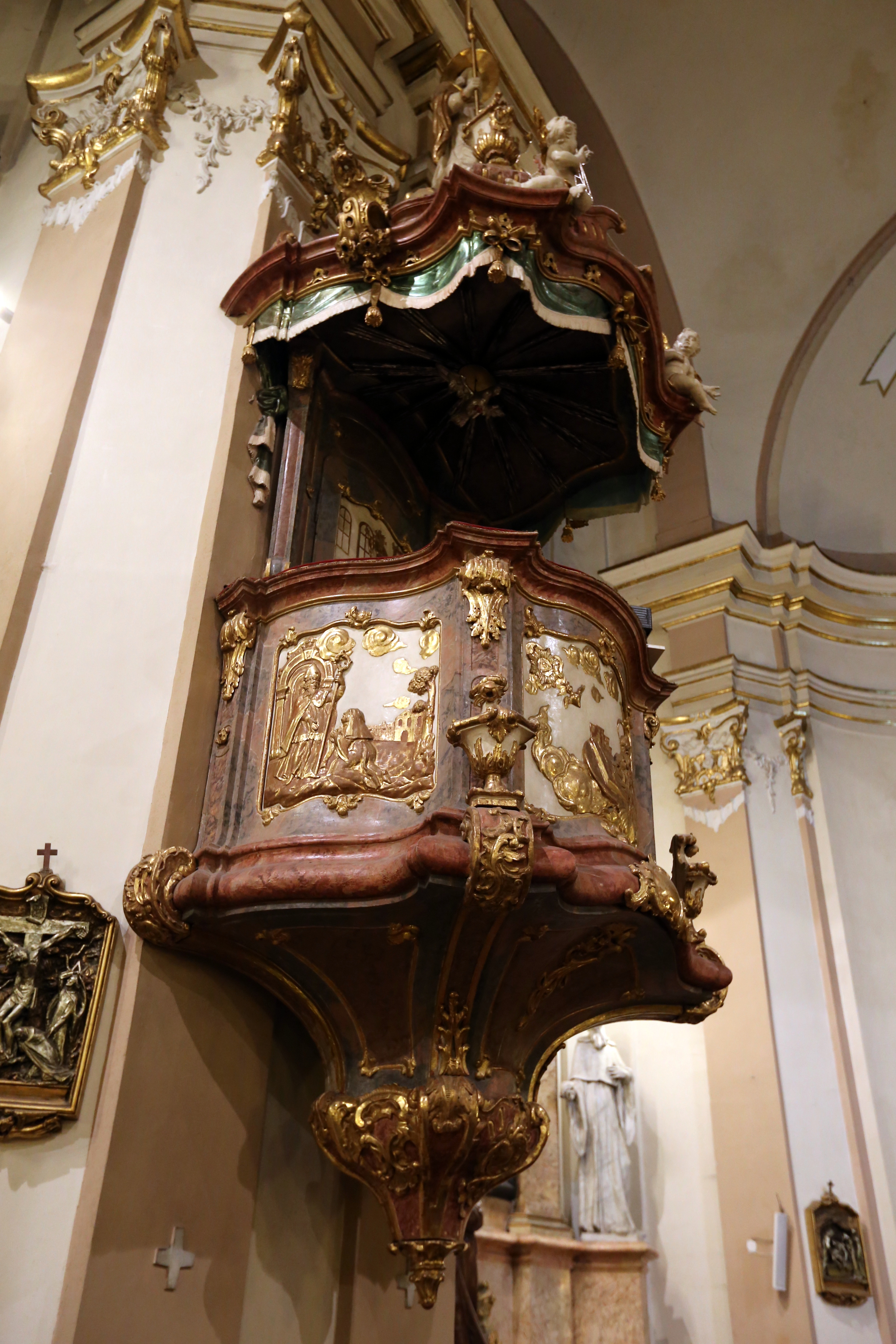
Barokk szószék
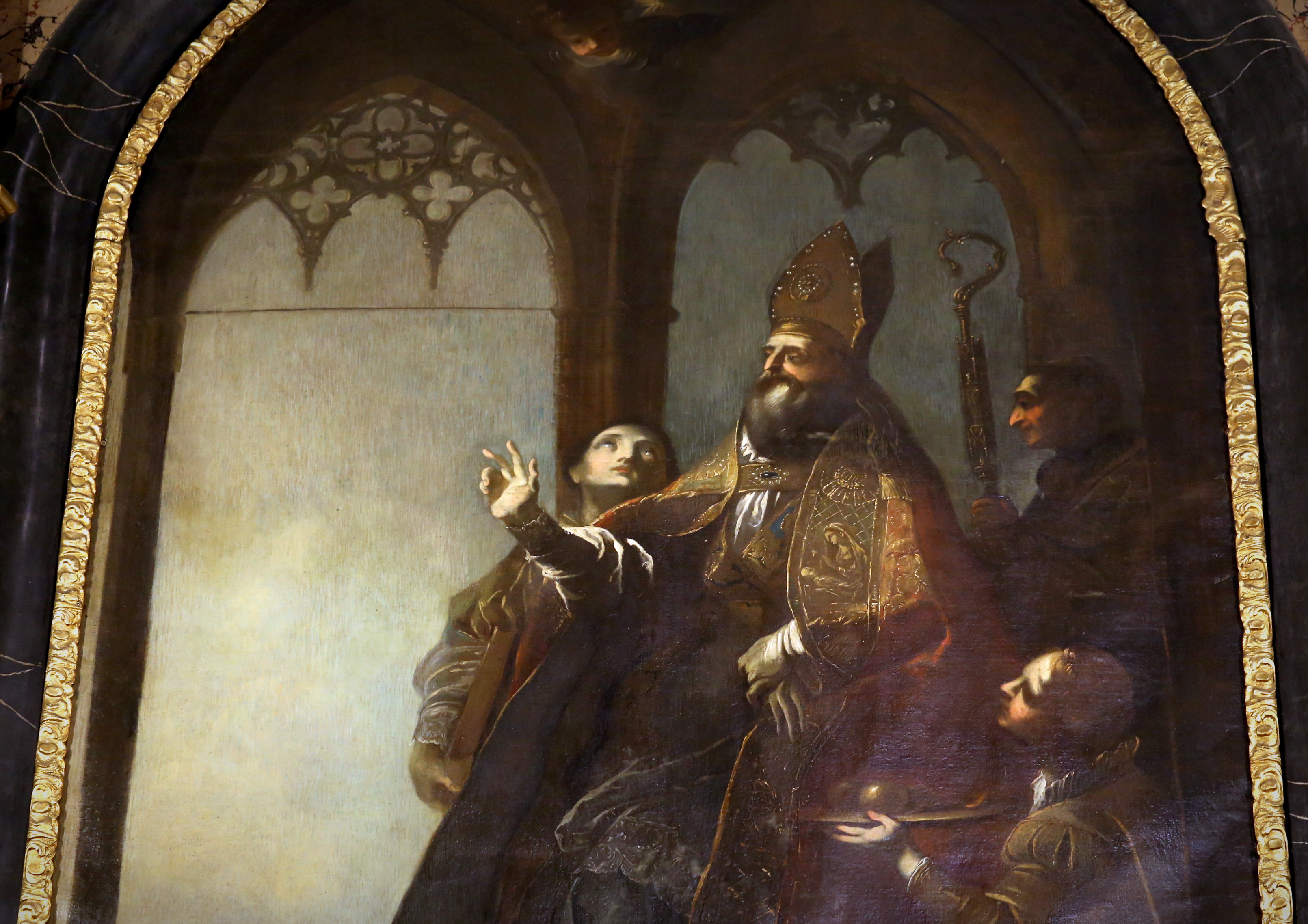
A Szent Miklós-oltár részlete
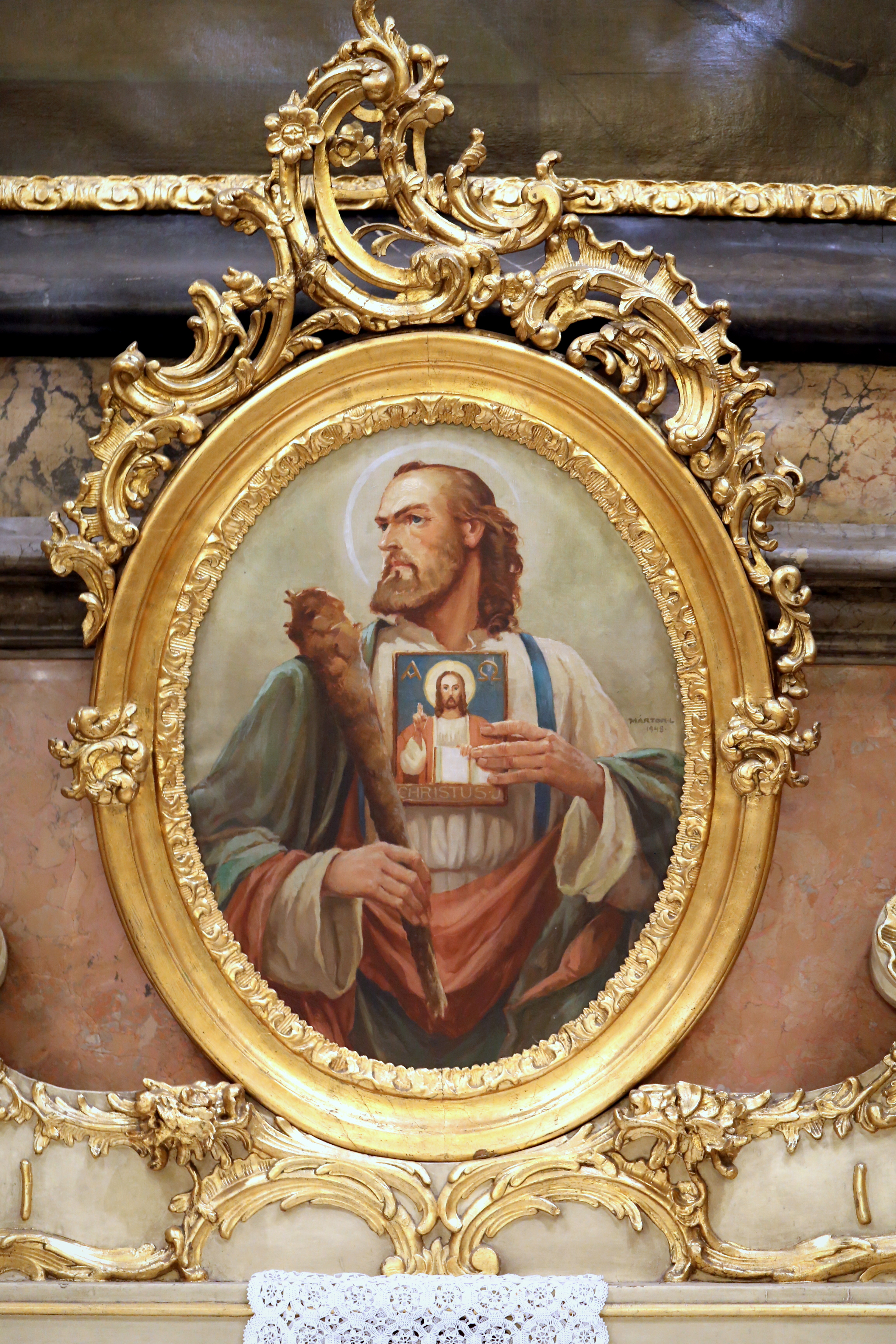
Szent Júdás Tádé apostol képe, Márton Lajos műve, 1948
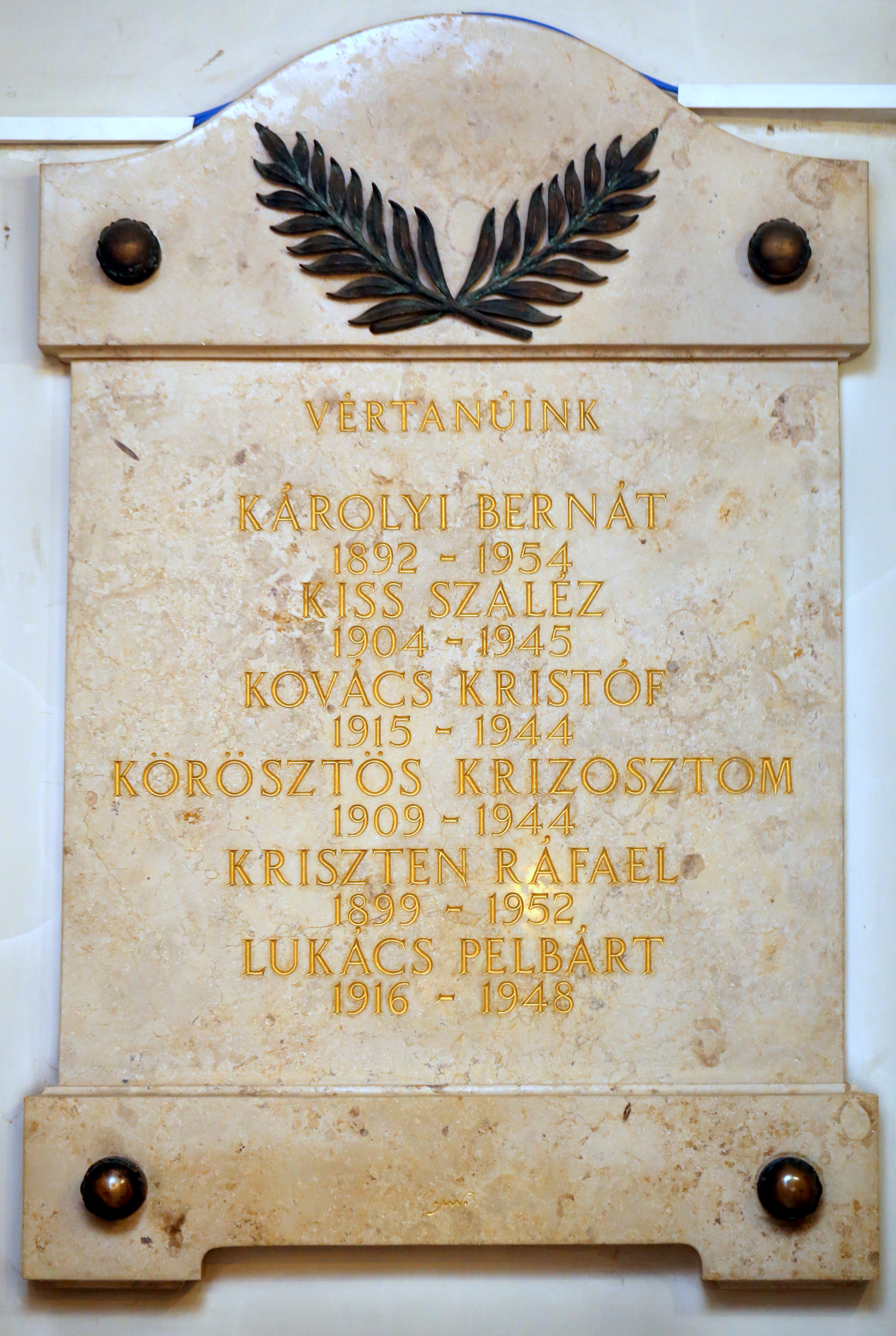
Ferences vértanúk emléktáblája
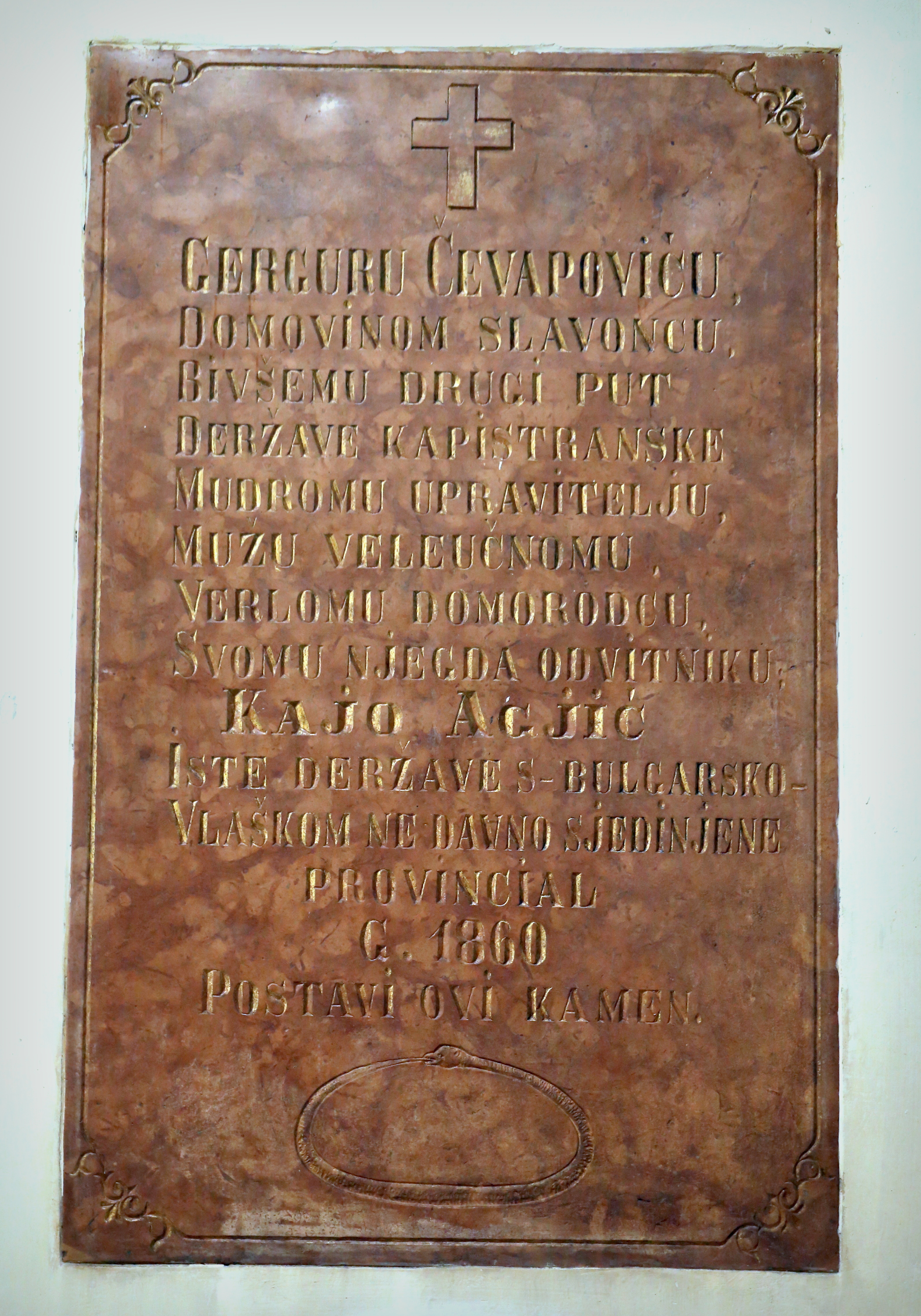
Emléktábla